# 浄土真宗
浄土真宗（じょうどしんしゅう）は、大乗仏教の宗派のひとつで、浄土信仰に基づく日本仏教の宗旨で、鎌倉仏教の一つである。鎌倉時代初期の僧である親鸞が、その師である法然によって明（顕）らかにされた浄土往生を説く真実の教え（顕浄土真実）を継承し展開させる。親鸞の没後に、その門弟たちが教団として発展させた。

## 名称
親鸞における「浄土真宗」
親鸞の著書に記されている「浄土真宗」「真宗」（「浄土宗」）とは、宗旨名としての「浄土真宗」（「浄土宗」）のことではなく「浄土を顕かにする真実の教え」（顕浄土真実）であり、端的に言うと「法然から伝えられた教え」のことである。
親鸞自身には独立や立教開宗の意思は無く、法然に師事できたことを生涯の喜びとしたので、あくまでも詰まるところは法然の教義を根本としている。よって、親鸞における宗義は本師である法然の教義をそのまま弘通することである。事実、親鸞は浄土真宗の宗祖は自分ではなく、法然であると記している（後記）。
英訳は、浄土真宗本願寺派ではJodo Shinshuとし、真宗大谷派、真宗佛光寺派ではShin Buddhismとしている。

## 教義
- 親鸞が著した浄土真宗の根本聖典である『教行信証』の冒頭に、釈迦の出世本懐の経である『大無量寿経』[注釈 2]が「真実の教」であるとし、阿弥陀如来（以降「如来」）の本願（四十八願）と、本願によって与えられる名号「南無阿弥陀佛」を浄土門の真実の教え「浄土真宗」であると示している。

- 浄土真宗では阿弥陀仏への帰依を最重視するが、釈迦が阿弥陀如来と西方浄土について説いた『阿弥陀経』などの記述をもとに、釈迦は阿弥陀如来の存在を説くために現れた存在だと解釈する。（釈迦如来に対する信仰は、あまり信仰のウェイトを占めていない）

- 浄土宗との最大の教義の違いは「他力」かどうかである。浄土宗では「阿弥陀さまがいて本願があるから、その通りに信じて称えれば救われる」という考え方である。しかし、浄土真宗では「自分という迷いの存在がいるから阿弥陀様が私達に合わせて本願を立て、それを成就させたことで救われる」という考え方。つまり、阿弥陀仏に自分が合わせにいくのではなく阿弥陀仏が自分たちに合わさってくださった。そこに自分の努力を入れる余地は少しもない。これが「他力」というものである。だから、「南無阿弥陀仏」とは南無という信と阿弥陀仏という行を阿弥陀仏がすべて用意してくださって「（信も行も全部用意したから）そのまま救う」と私達に呼びかけている姿なのである。
- 浄土真宗では、自力で救われようという思いが完全に消滅した状態である信心決定をしたその瞬間に極楽往生が定まると教えている。自力の心は阿弥陀仏の働きをはねつけているから、その自力の心が廃れば、阿弥陀仏の働きに収められるというわけだ。
- 阿弥陀仏の働きは念仏となって働く。言い換えると、念仏とは阿弥陀仏の働きの現れである。だから他力信心を頂くために聴聞だけをするのは好ましくない。やはり、南無阿弥陀仏の本質は声となった念仏であり、念仏は必ずするべきである。その念仏、つまり自分の口から声として出ている南無阿弥陀仏についてのいわれを聞くのである。
- 『正像末和讃』「愚禿悲歎述懐」に、

「浄土真宗に帰すれども 真実の心はありがたし 虚仮不実のわが身にて 清浄の心もさらになし」
「無慚無愧のこの身にて まことのこころはなけれども 弥陀の回向の御名なれば 功徳は十方にみちたまう」
「蛇蝎奸詐のこころにて 自力修善はかなうまじ 如来の回向をたのまでは 無慚無愧にてはてぞせん」
と「真実の心」は虚仮不実の身である凡夫には無いと述べ、如来の本願力回向による名号の功徳によって慚愧する身となれるとする。
教義の詳細に関しては、宗派による教義の差異に留意の上、以下の項目を参照のこと。
- 本願力回向（往相回向・還相回向）
- 他力本願
- 称名念仏
- 現生正定聚
- 悪人正機

本尊は、阿弥陀如来一仏である。ただし、高田派及び一部門徒は善光寺式阿弥陀三尊形式である阿弥陀如来・観音菩薩・勢至菩薩を本尊とする。

## 習俗
他の仏教宗派に対する浄土真宗の最大の違いは、徹底した無戒律主義で、僧侶にも肉食妻帯が許される（明治まで、表立って妻帯の許される仏教宗派は真宗のみであった）。そもそも「一般の僧侶という概念（世間との縁を断って出家し修行する人々）や、世間内で生活する仏教徒（在家）としての規範からはみ出さざるを得ない人々を救済するのが本願念仏である」と、師法然から継承した親鸞が、承元の法難で僧籍を剥奪され自身も「非僧非俗」となり、公式に妻帯し子をもうけたことに由来する。そのため、浄土真宗には血縁関係による血脈と、師弟関係による法脈の2つの系譜が存在する。与えられる名前も戒名ではなく、法名と言う。
浄土真宗は、ただ阿弥陀如来の働きにまかせて、全ての人は往生することが出来るとする教えから、多くの宗教儀式や習俗にとらわれず、報恩謝徳の念仏と聞法を大事にする。加持祈祷を行わないのも大きな特徴である。
また合理性を重んじ、作法や教えも簡潔であったことから、近世には庶民に広く受け入れられたが、他の宗派からはかえって反発を買い、「門徒物知らず」（門徒とは真宗の信者のこと）などと揶揄される事もあった。
また真宗は、本尊（「南無阿弥陀仏」の名号、絵像、木像）の各戸への安置を奨励した。これを安置する仏壇の荘厳に関しての「決まり」が他の宗派に比して厳密である。荘厳は各宗派の本山を模していることから、宗派ごとに形状・仏具が異る。
仏壇に本尊を安置し荘厳されたものを、真宗では「御内仏」と呼び、考え方としては「寺院のレプリカ」「ミニチュア寺院」を各家庭にお招きしたものであり、教義として先祖壇や祈祷壇として用いるものではない。
真宗の本山には、そのいずれにおいても基本的に、本尊阿弥陀如来を安置する本堂（阿弥陀堂）とは別に、宗祖親鸞の真影を安置する御影堂がある。真宗の寺院建築には他にも内陣に比べて外陣が広いなど、他宗に見られない特徴がある。また各派ともに、宗祖親鸞聖人の祥月命日に「報恩講」と呼ばれる法会を厳修する。その旨は、求道、弘教の恩徳と、それを通じて信知せしめられた阿弥陀如来の恩徳とに報謝し、その教えを聞信する法会である。またこの法会を、年間最大の行事とする。ただし、真宗各派でその日は異なる。（詳しくは、宗派別の御正忌報恩講の日程を参照。）

## 依拠聖典
正依の経典は「浄土三部経」である。七高僧の著作についても重んずる。中でも天親の『浄土論』は、師である法然が「三経一論」と呼び「浄土三部経」と並べて特に重んじた。親鸞は『仏説無量寿経』を『大無量寿経』『大経』と呼び特に重んじた。
浄土三部経
『仏説無量寿経』 曹魏康僧鎧訳
『仏説観無量寿経』 劉宋畺良耶舎訳
『仏説阿弥陀経』 姚秦鳩摩羅什訳
七高僧論釈章疏
親鸞の思想に影響を与えた七高僧の注釈書など。
龍樹造
『十住毘婆沙論』全十七巻の内、巻第五の「易行品第九」 姚秦鳩摩羅什訳
天親造（婆藪般豆菩薩造）
『無量寿経優婆提舎願生偈』（『浄土論』・『往生論』） 後魏菩提留支訳
曇鸞撰
『無量寿経優婆提舎願生偈註』（『浄土論註』・『往生論註』）
『讃阿弥陀仏偈』
道綽撰
『安楽集』
善導撰
『観無量寿経疏』（『観経疏』、『観経四帖疏』、『観経義』）
『往生礼讃偈』（『往生礼讃』）
『法事讃』
『般舟讃』
『観念法門』
源信撰
『往生要集』
源空撰
『選択本願念仏集』（『選択集』）
親鸞撰
『顕浄土真実教行証文類』（『教行信証』）
『浄土文類聚鈔』
『愚禿鈔』
『入出二門偈頌』（『入出二門偈』）
『浄土三経往生文類』（『三経往生文類』）
『如来二種回向文』
『尊号真像銘文』
『一念多念文意』
『唯信鈔文意』
「三帖和讃」
『浄土和讃』
『高僧和讃』
『正像末和讃』

## 名称について
親鸞は、釈迦から七高僧へと継承される他力念仏の系譜をふまえ、法然を師と仰いでからの生涯に渡り「法然によって明らかにされた浄土往生を説く真実の教え」を継承し、さらにその思想を展開することに力を注いだ。法然没後の弟子たちによる本願・念仏に対する解釈の違いから、のちに浄土宗西山派などからの批判を受ける事につながる。
尚、親鸞は生前に著した『高僧和讃』において、法然（源空）について「智慧光の力より、本師源空あらはれて、浄土真宗ひらきつゝ、選択本願のべたまふ」と記し、浄土真宗は自分ではなく、師の法然が開宗した教義だと示した。親鸞は越後流罪後（承元の法難）に関東を拠点に布教を行ったため、関東に親鸞の教えを受けた門徒が形成されていく。
親鸞の没後に、親鸞を師と仰ぐ者は自らの教義こそ浄土への往生の真の教えとの思いはあったが、浄土真宗とも自らを「浄土真宗」「真宗」と称した例があり、また時宗旧一向派（開祖一向俊聖）を「一向宗」と称した例もある。
近世には浄土宗からの圧力により、江戸幕府から「浄土真宗」と名乗ることを禁じられ、「一向宗」と公称した（逆に本来「一向宗」を公称していた一向俊聖の法統は、本来は無関係である時宗へと強制的に統合される事になる）。親鸞の法統が「浄土真宗」を名乗ることの是非について浄土真宗と浄土宗の間で争われたのが安永3年（1774年）から15年にわたって続けられた宗名論争である。
明治5年（1872年）太政官正院から各府県へ「一向宗名ヲ真宗ト称セシム」が発せられ、ここに近代になってようやく「（浄土）真宗」と表記することが認められたのである。

## 歴史

### 蓮如の登場まで
親鸞の死後、親鸞の曾孫にあたる覚如（1270年-1351年）は、三代伝持等を根拠として親鸞の祖廟継承の正当性を主張し、本願寺（別名「大谷本願寺」）を建てて本願寺三世と称した。こうした動きに対し、親鸞の関東における門弟の系譜を継ぐ佛光寺七世の了源（1295年-1336年）など他の法脈は、佛光寺や専修寺などを根拠地として、次第に本願寺に対抗的な立場を取ることになった。
この頃の浄土真宗は、佛光寺や専修寺において活発な布教活動が行われ多くの信者を得たが、本願寺は八世蓮如の登場までは、天台宗の末寺として存続していたに過ぎなかった。

### 蓮如の登場〜石山合戦
室町時代の後期に登場した本願寺八世の蓮如（1415年-1499年）は、当時の民衆の成長を背景に講と呼ばれる組織を築き、人々が平等に教えを聴き団結できる場を提供し、また親鸞の教えを安易な言葉で述べた『御文（御文章）』を著作し、一般に広く教化した。この事により本願寺は急速に発展・拡大し、一向宗と呼ばれるようになった（逆にこの他の真宗各派は衰退することとなる）。
この講の信者の団結力は、蓮如の制止にもかかわらず施政者（大名など）に向かった。中世末の複雑な支配権の並存する体制に不満を持つ村々に国人、土豪が真宗に改宗することで加わり「一向一揆」と呼ばれる一郡や一国の一向宗徒が一つに団結した一揆が各地で起こるようになる。そのため、この後に加賀の例で記述するような大名に対する反乱が各地で頻発し、徳川家康、上杉謙信など多数の大名が一向宗の禁教令を出した。中でも、薩摩の島津氏は明治時代まで禁教令を継続したため、南九州の真宗信者は講を組織し秘かに山中の洞窟で信仰を守った（かくれ念仏）。
応仁の乱（1467年-1477年）の頃には、当時越前国にあった本願寺の根拠吉崎御坊の北、加賀国で東軍・西軍に分かれての内乱が生じると、専修寺派の門徒が西軍に与した富樫幸千代に味方したのに対し、本願寺派の門徒は越前の大名朝倉孝景の仲介で、文明6年（1474年）、加賀を追い出された前守護で幸千代の兄である東軍の富樫政親に味方して幸千代を追い出した（つまり、加賀の一向一揆は、最初は真宗内の勢力争いでもあった）。しかしその後、本願寺門徒と富樫政親は対立するようになり、長享2年（1488年）、政親が一向宗討伐軍を差し向けると、結局政親を自刃に追い込んで自治を行うまでになった（ただし富樫氏一族の富樫正高は一向一揆に同情的で、守護大名として象徴的に居座っている）。その後、門徒の矛先は朝倉氏に奪われていた吉崎の道場奪回に向けられ、北陸全土から狩り出された門徒が何度も朝倉氏と決戦している。
一方、畿内では、吉崎より移った蓮如が文明14年（1482年）に建立した、京都山科本願寺が本拠地であったが、その勢威を恐れた細川晴元は日蓮宗徒と結び、天文元年（1532年）8月に山科本願寺を焼き討ちした（真宗では「天文の錯乱」、日蓮宗では「天文法華の乱」）。これにより本拠地を失った本願寺は、蓮如がその最晩年に建立し（明応5年、1496年）居住した大坂石山の坊舎の地に本拠地を移した（石山本願寺）。これ以後、大坂の地は、城郭にも匹敵する本願寺の伽藍とその周辺に形成された寺内町を中心に大きく発展し、その脅威は時の権力者たちに恐れられた。
永禄11年（1568年）に、畿内を制圧し征夷大将軍となった足利義昭と、織田信長が対立するようになると、本願寺十一世の顕如（1543年-1592年）は足利義昭に味方し、元亀元年（1570年）9月12日、突如として三好氏を攻めていた信長の陣営を攻撃した（石山合戦）。また、これに呼応して各地の門徒も蜂起し、伊勢長島願証寺の一揆（長島一向一揆）では尾張の小木江城を攻め滅ぼしている。この後、顕如と信長は幾度か和議を結んでいるものの、顕如は義昭などの要請により幾度も和議を破棄したため、長島や越前など石山以外の大半の一向一揆は、ほとんどが信長によって根切（皆殺し）にされた。石山では開戦以後、実に10年もの間戦い続け、天正8年（1580年）、信長が正親町天皇による仲介という形で提案した和議を承諾して本願寺側が武装解除し、顕如が石山を退去することで石山合戦は終結した。（その後、石山本願寺の跡地を含め、豊臣秀吉が大坂城を築造している。）
このように一向一揆は、当時の日本社会における最大の勢力のひとつであり、戦国大名に伍する存在であった。ただし、全ての真宗の門徒がこの動きに同調していたわけではない。越前国における本願寺門徒と専修寺派の門徒（高田門徒・三門徒）との交戦の例に見られるように、本願寺以外の真宗諸派の中には、これと対立するものもあった。

### 九州への伝播
九州への伝播経路に関する資料は少ないが、初期の伝播では、親鸞の弟子、荒木源海の流れを組む荒木門徒系の仏光寺派門徒や、下野国（栃木）高田門徒・高田派によって浄土真宗が伝えられたようである。門徒衆が、東九州沿岸部の港や瀬戸内海の港を利用して九州へ訪れたり、移住する中で、寺院も建立された。
蓮如の時代に、経豪（蓮教）が、佛光寺派から本願寺派へ移ることで、経豪を慕う門徒も移り、九州に本願寺派が広まったと言われている。また九州から大坂の蓮如のもとに訪れ、蓮如に帰依した僧侶たちが、九州へ浄土真宗を伝えたという寺伝も多数みられている。

### 京都に再興
秀吉の時代になると、天正19年（1591年）に、顕如は京都中央部（京都七条堀川）に土地を与えられ、本願寺を再興した。1602年、石山退去時の見解の相違等をめぐる教団内部の対立状況が主因となり、これに徳川家康の宗教政策が作用して、顕如の長男である教如（1558年-1614年）が、家康から本願寺のすぐ東の土地（京都七条烏丸）を与えられ本願寺（東）を分立した。これにより、当時最大の宗教勢力であった本願寺教団は、顕如の三男准如（1577年-1630年）を十二世宗主とする本願寺（西）と、長男教如を十二代宗主とする本願寺（東）とに分裂することになった。
明治維新後の宗教再編時には、大教院に対し宗教団体として公的な名称の登録を行う際、現在の浄土真宗本願寺派のみが「浄土真宗」として申請し、他は「真宗」として申請したことが、現在の名称に影響している。
また、長い歴史の中で土俗信仰などと結びついた民間信仰、浄土真宗系の新宗教も存在している。

## 宗紋
特に浄土真宗の各宗派の本山寺院の寺紋として上流公家の家紋を授かった例は多く見られた。これは門主を公家摂家および清華家から猶子を招いたことによる、寺院と家との結びつきを表したものである。浄土真宗本願寺派の九条藤、真宗大谷派の近衛牡丹、真宗佛光寺派と真宗誠照寺派の二条藤、真宗出雲路派の花山院菖蒲菱、真宗興正派の鷹司牡丹そして真宗山元派の菊亭三つ紅葉が挙げられる。家紋をそのままの形で起用せずに、文様の一部を変更する配慮をした上で寺紋として取り入れた。

## 宗派
現在、真宗教団連合加盟の10派ほか諸派に分かれているが、宗全体としては、日本の仏教諸宗中、最も多くの寺院（約22000か寺）、信徒を擁する。
所属寺院数は、開山・廃寺により変動するため概数で表す。

### 真宗十派（真宗教団連合）
真宗教団連合は、親鸞聖人生誕750年・立教開宗700年にあたる1923年（大正12年）、真宗各派の協調・連携を図る為に、真宗各派協和会として結成された。加盟団体は以下の10派であり「真宗十派」といわれる。
| 宗派名           | 本山     | 通称       | 本山所在地   | 所属寺院数 |
| ---------------- | -------- | ---------- | ------------ | ---------- |
| 浄土真宗本願寺派 | 本願寺   | 西本願寺   | 京都市下京区 | 約10,500   |
| 真宗大谷派       | 真宗本廟 | 東本願寺   | 京都市下京区 | 約8,900    |
| 真宗高田派       | 専修寺   | 高田本山   | 三重県津市   | 約640      |
| 真宗佛光寺派     | 佛光寺   |            | 京都市下京区 | 約390      |
| 真宗興正派       | 興正寺   |            | 京都市下京区 | 約500      |
| 真宗木辺派       | 錦織寺   |            | 滋賀県野洲市 | 約200      |
| 真宗出雲路派     | 毫摂寺   | 五分市本山 | 福井県越前市 | 約60       |
| 真宗誠照寺派     | 誠照寺   | 鯖江本山   | 福井県鯖江市 | 約70       |
| 真宗三門徒派     | 専照寺   | 中野本山   | 福井県福井市 | 36         |
| 真宗山元派       | 證誠寺   | 横越本山   | 福井県鯖江市 | 21         |

### お東騒動により分派した宗派・団体
| 宗派・団体名                        | 本山・本部                             | 宗派の通称 | 本山・本部所在地 | 所属寺院数 |
| ----------------------------------- | -------------------------------------- | ---------- | ---------------- | ---------- |
| 浄土真宗東本願寺派                  | 浄土真宗東本願寺派本山東本願寺         |            | 東京都台東区     |            |
| 浄土真宗大谷本願寺派 本願寺維持財団 | 本願寺 事実上の本山： 東本願寺東山浄苑 |            | 京都市山科区     |            |
| 宗教法人本願寺                      | 本願寺（嵯峨本願寺）                   | 眞宗東派   | 京都市右京区     |            |

### その他の宗派
| 宗派名               | 本山                 | 通称       | 所在地             | 所属寺院数 |
| -------------------- | -------------------- | ---------- | ------------------ | ---------- |
| （浄土真宗別格本山） | 西念寺               | 稲田の草庵 | 茨城県笠間市       | 単立       |
| 原始眞宗             | 大本山願入寺         | 大網門跡   | 茨城県東茨城郡     | 単立       |
| カヤカベ教           | （形式的に）霧島神宮 |            | （鹿児島県霧島市） |            |
| 浄土真宗             | 興照寺               |            | 鹿児島県鹿児島市   | 単立       |

| 宗派・団体名                           | 本山・本部           | 本山・本部所在地 | 所属寺院数 |
| -------------------------------------- | -------------------- | ---------------- | ---------- |
| 真宗浄興寺派                           | 浄興寺               | 新潟県上越市     | 14         |
| 真宗長生派                             | 長生寺               | 横浜市鶴見区     | 27         |
| 真宗北本願寺派                         | 北本願寺             | 北海道小樽市     | 1          |
| 浄土真宗同朋教団                       | 方今道平等院         | 石川県鹿島郡     | 6          |
| 淨土真信宗浄光寺派（浄土真宗浄光寺派） | 浄光寺               | 福岡市東区       | 2          |
| 門徒宗一味派                           | 本願寺(門徒の本願寺) | 北海道北見市     |            |
| 弘願真宗                               | 聖玄寺               | 福井県福井市     | 34         |
| 仏眼宗慧日会                           | 霊鷲寺               | 神奈川県鎌倉市   | 単立       |
| 浄土真宗華光会                         | 華光会館             | 京都市南区       |            |
| 浄土真宗親鸞会                         | 親鸞会館             | 富山県射水市     |            |
| 真流一の会                             |                      |                  |            |
| 仏教真宗                               | 大菩提寺             | 熊本県荒尾市     |            |

他に、浄土真宗遣迎院派があるが、元々天台宗の寺院が独立したものであり、教義的に浄土真宗との関連は薄い。